# Dominique Baudis

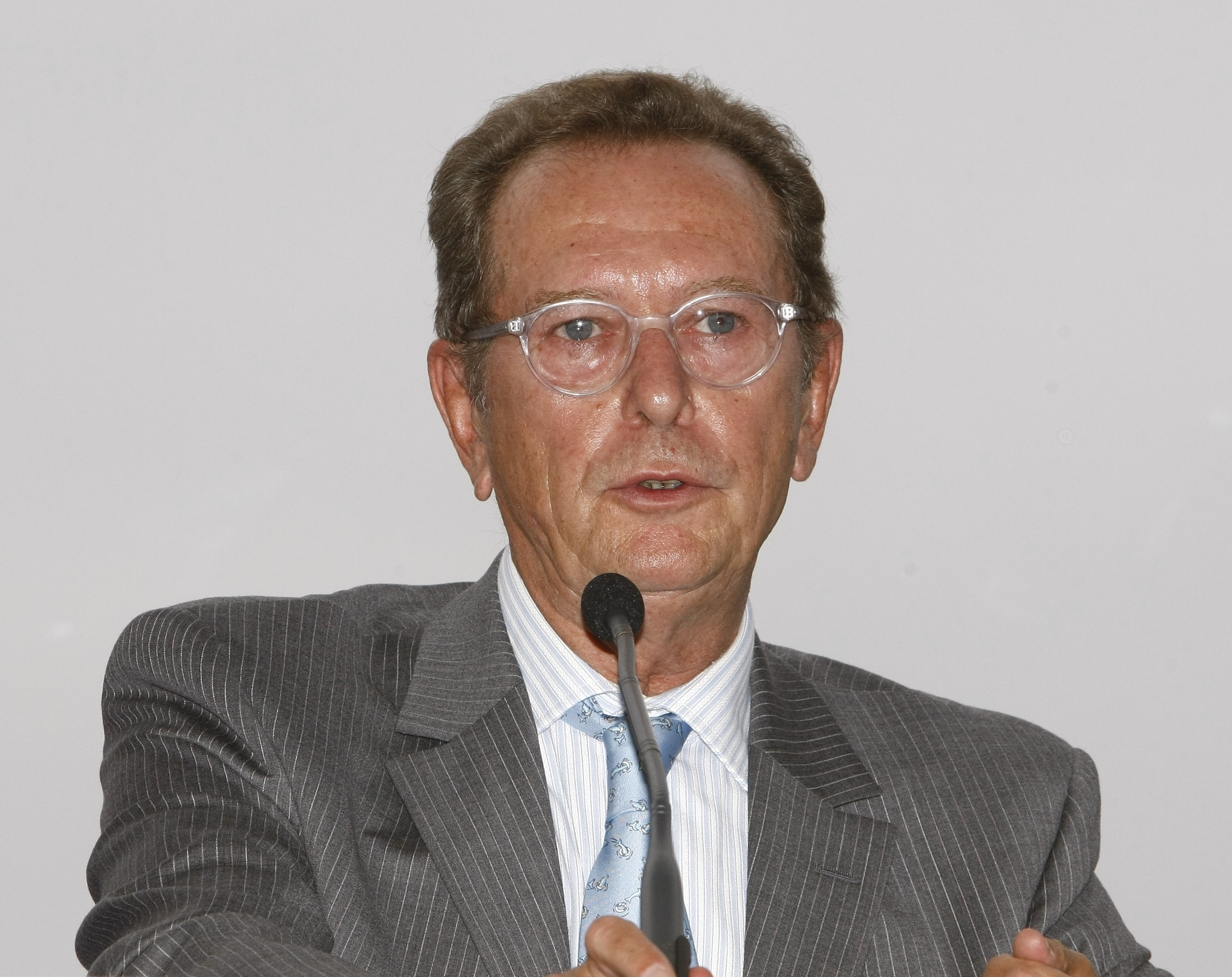
Dominique Baudis (2008)

Dominique Baudis (* 14. April 1947 in Paris; † 10. April 2014 ebenda) war ein französischer Journalist und Politiker (UDF, UMP). Er war von 1983 bis 2001 Bürgermeister von Toulouse; 1988–94 und 1997–2001 Abgeordneter in der Assemblée nationale sowie 1984–89, 1994–97 und 2009–11 Mitglied des Europäischen Parlaments.

## Leben

### Herkunft, Bildung und Beruf

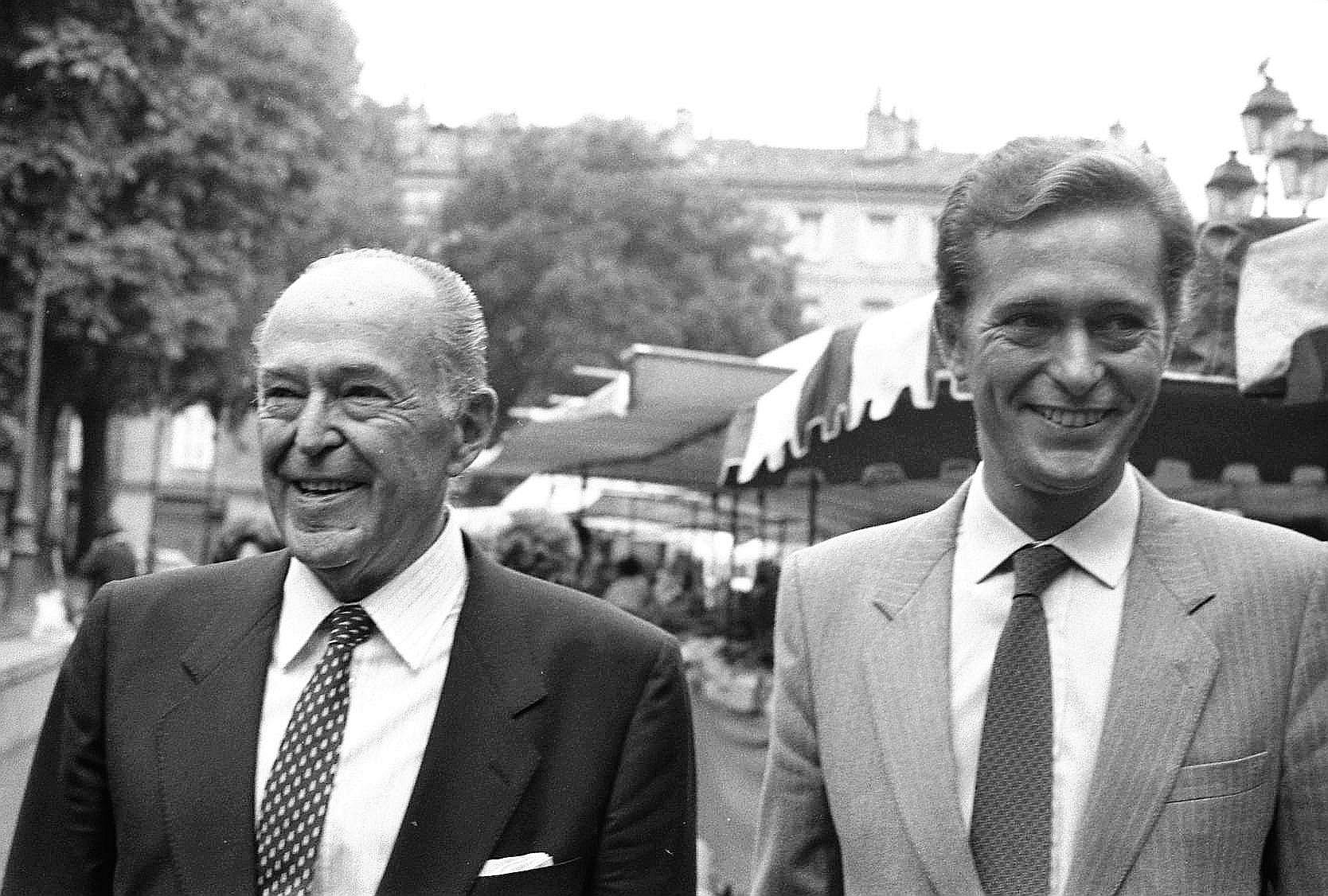
Dominique Baudis (rechts) mit seinem Vater Pierre (1982)

Dominique Baudis war der Sohn des christdemokratischen Politikers Pierre Baudis, der Abgeordneter in der Nationalversammlung und ab 1971 Bürgermeister von Toulouse war. Nach seiner Schulzeit studierte er am Institut d’études politiques de Paris (Sciences Po), wo er 1968 sein Diplom erhielt. 
Ab 1971 war er als Journalist im Libanon tätig. Im Libanesischen Bürgerkrieg wurde er 1975 verletzt. Als Auslandskorrespondent für ORTF und für den französischen Fernsehsender TF1 berichtete er aus dem Nahen Osten. Von 1977 bis 1980 präsentierte er die 20-Uhr-Nachrichten auf TF1, anschließend war er bis 1982 Nachrichtensprecher bei Soir 3, den Abendnachrichten bei FR3. Dann verließ er das Fernsehen, um sich ganz der Politik zu widmen.
Von Mai 2000 bis Januar 2001 leitete er das Comité editorial der Tageszeitung Le Figaro.

### Partei
Im Alter von 18 Jahren nahm Baudis 1966 an der Gründung der christdemokratischen Partei Centre démocrate (CD) teil, der auch sein Vater angehörte. Zudem gehörte er zu den Gründern und Anführern der Jugendorganisation dieser Partei, des Mouvement des jeunes démocrates. Ab 1976 war er Mitglied des Centre des démocrates sociaux (CDS), das aus dem CD hervorging und das zum bürgerlichen Parteienbündnis UDF des Präsidenten Valéry Giscard d’Estaing gehörte. 2009 wechselte er zur Mitte-rechts-Sammelpartei UMP.

### Kommunal- und Regionalpolitik

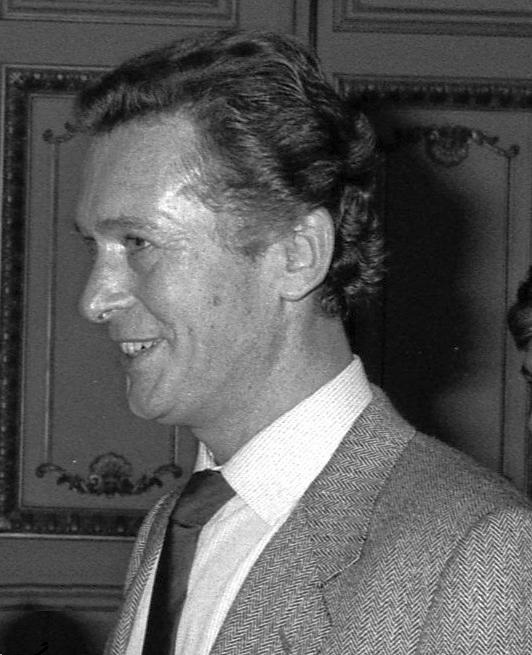
Baudis im Jahr 1985

Er wurde 1971 in den Gemeinderat von Boulogne-Billancourt, einen Vorort von Paris, gewählt.  Als Nachfolger seines Vaters Pierre Baudis wurde er 1983 zum Bürgermeister von Toulouse gewählt und blieb in diesem Amt bis 2001. Von 1986 bis 1988 war er zusätzlich Präsident des Regionalrats von Midi-Pyrénées.

### Nationale Politik
Von 1986 bis 2001 war Baudis Abgeordneter in der Nationalversammlung. Nach der Parlamentswahl 1993 nominierte die UDF ihn für das Amt des Präsidenten der Assemblée nationale, angesichts der Mehrheitsverhältnisse konnte er sich aber nicht gegen Philippe Séguin von der RPR durchsetzen. Im Vorfeld der Präsidentschaftswahl 1995 wurde Baudis als présidentiable, d. h. potenzieller Präsidentschaftskandidat, der UDF gehandelt.
Von 2001 bis 2007 war er Präsident der Behörde Conseil supérieur de l’audiovisuel (CSA), die den Rundfunk in Frankreich reguliert. Im Februar 2007 wechselte er in die Leitung des Institut du monde arabe. Am 22. Juni 2011 wurde er zum „Défenseur des Droits“ von Frankreich ernannt, eine Position, die mit dem Ombudsmann oder Bürgerbeauftragten in anderen Ländern verglichen werden kann.

### Europaabgeordneter

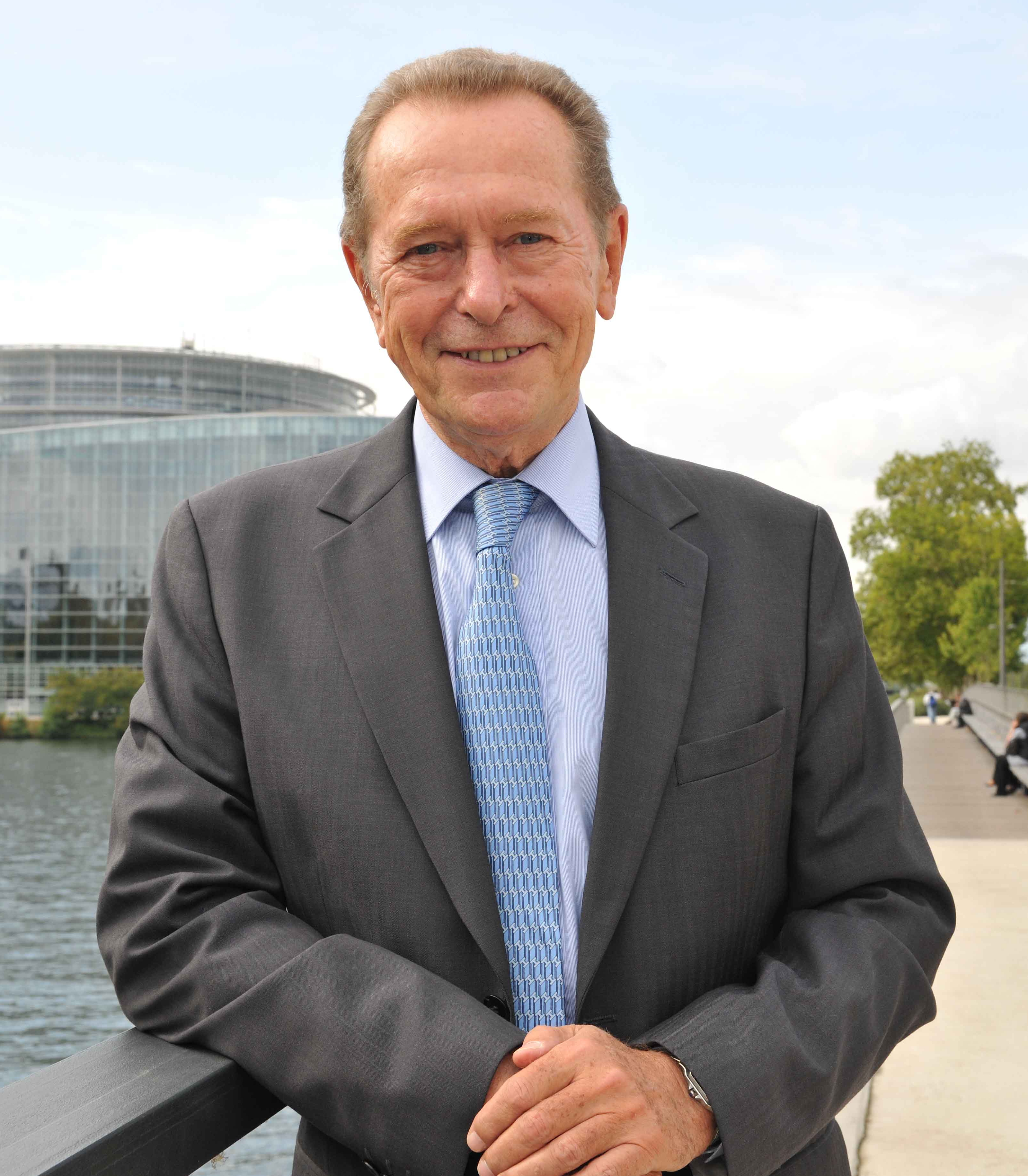
Baudis vor dem Europäischen Parlament in Straßburg (2009)

Baudis war von 1984 bis 1989, von 1994 bis 1997 und von 2009 bis Juni 2011 Abgeordneter im Europäischen Parlament. Bei der Europawahl 1994 war er der Spitzenkandidat der gemeinsamen Liste der bürgerlichen Parteien UDF und RPR (L’Union UDF-RPR), die mit 25,6 % der Stimmen stärkste Kraft wurde, was jedoch gegenüber 1989 einen Verlust darstellte. Baudis gehörte im Europaparlament der christdemokratischen EVP-Fraktion an und war von 1994 bis 1997 deren Vorstandsmitglied. Er war 1984–85 stellvertretender Vorsitzender des Verkehrsausschusses und 2009–11 stellvertretender Vorsitzender des Ausschusses für auswärtige Angelegenheiten.

### Affäre Alègre/Baudis
Im Frühjahr 2003 berichteten zwei ehemalige Prostituierte – genannt „Patricia“ und „Fanny“ – Baudis habe in den 1990er-Jahren an sadomasochistischen Abenden teilgenommen, die der Serienmörder Patrice Alègre organisiert habe. „Patricia“ gab an, von Baudis vergewaltigt worden zu sein. Die Aussagen wurden am 1. April 2003 publik, Baudis wies die Vorwürfe von sich. Die Öffentlichkeit war gespalten zwischen denen, die den beiden Frauen glaubten, und denen, die von Baudis’ Unschuld überzeugt waren. Zur Zeit der angeblichen Tat, die in Toulouse stattgefunden haben soll, hatte Baudis Termine in Paris. Im September 2003 nahm „Fanny“ ihre Behauptung zurück; „Patricia“ blieb bei ihrer Version, verstrickte sich jedoch in Widersprüche. Der Ermittlungsrichter entlastete Baudis im Januar 2005, zwei Monate später wurde das Verfahren per Non-lieu eingestellt.

### Privatleben und Tod
Baudis war geschieden und wiederverheiratet. Er hatte ein Kind aus erster und zwei aus zweiter Ehe. Wenige Tage vor seinem 67. Geburtstag erlag er in dem Pariser Krankenhaus Val-de-Grâce einem Krebsleiden. Für Baudis wurde am 15. April 2014 eine nationale Ehrung im Invalidendom unter Leitung des Staatspräsidenten François Hollande abgehalten. Am nächsten Tag wurde in der Kathedrale von Toulouse die Totenmesse gelesen und er wurde auf dem Cimetière de Terre-Cabade neben seinem Vater bestattet.

## Ehrungen
- 1997 Prix Claude-Farrère